# Brue-Auriac
Brue-Auriac là một xã thuộc tỉnh Var trong vùng Provence-Alpes-Côte d’Azur, Pháp. Xã này có diện tích 36,73 km², dân số năm 2006 là 1140 người. Xã này nằm ở khu vực có độ cao trung bình 254 mét trên mực nước biển.

## Biến động dân số
| Năm | 1962 | 1968 | 1975 | 1982 | 1990 | 1999 | 2005 | 2006 |
| --- | ---- | ---- | ---- | ---- | ---- | ---- | ---- | ---- |
| Dân số | 396  | 425  | 380  | 429  | 630  | 888  | 1121 | 1140 |
| From the year 1962 on: No double counting—residents of multiple communes (e.g. students and military personnel) are counted only once. |      |      |      |      |      |      |      |      |